# Kaffesurrogat

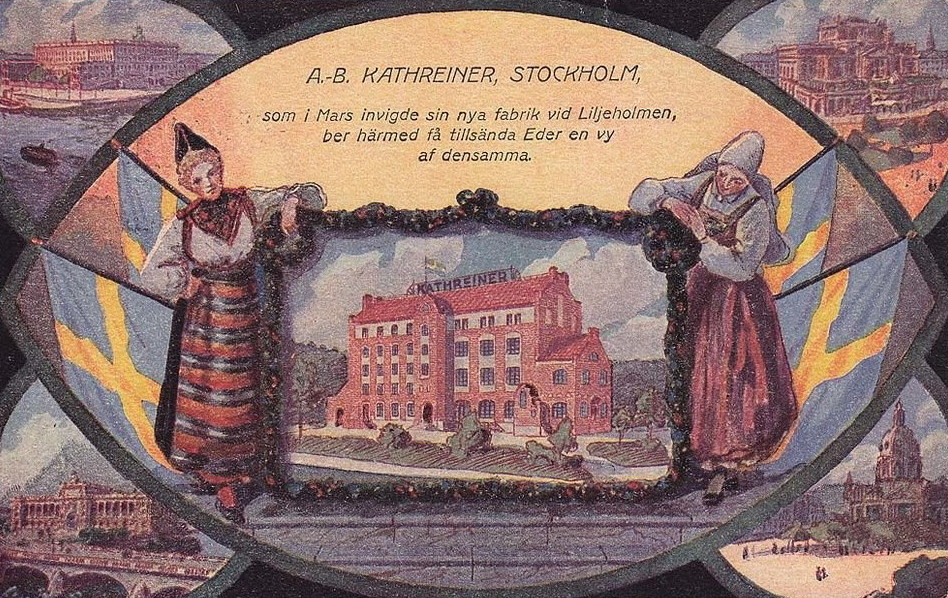
AB Kathreiners fabrik på kvarteret Rosteriet i Liljeholmen, Stockholm 1913.

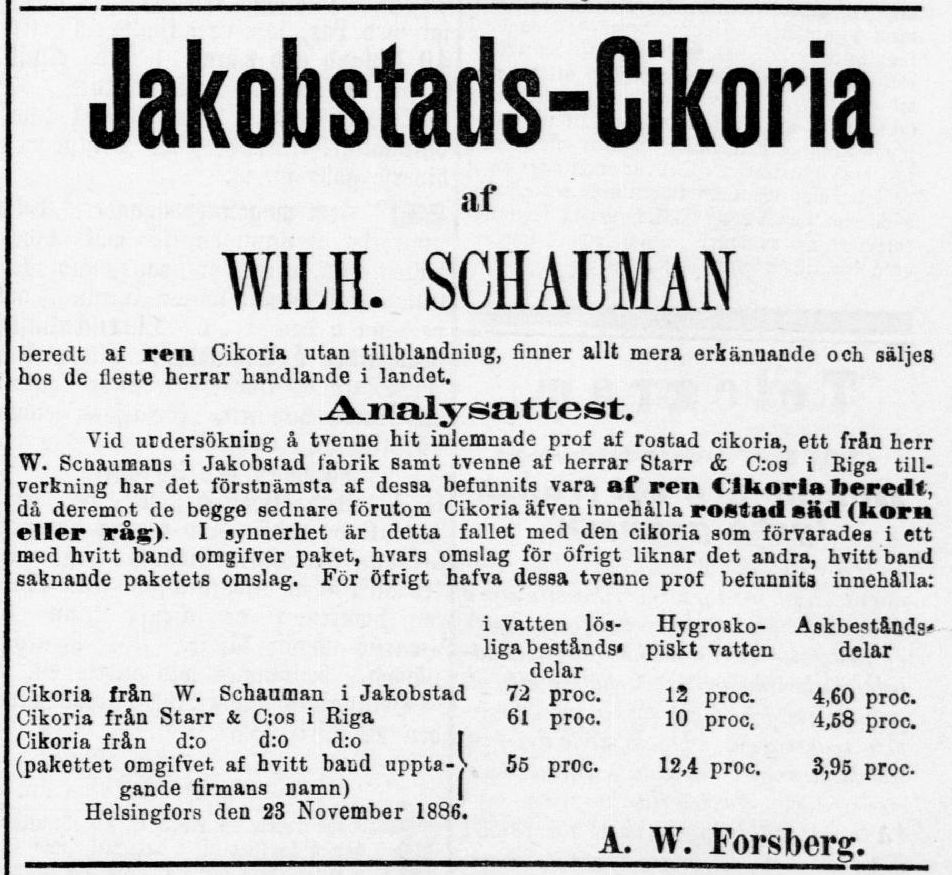
Tidningsannons i finländsk dagspress om kvalitetstest av cikoria från Jakobstads Cikoriafabrik 1886

Kaffesurrogat kallas de olika blandningar som av kaffedrickande människor har använts som surrogat då de försökt stilla sitt kaffebegär i tider då kaffe varit svårt att få tag på. 

## Allmänt
Under första och andra världskriget upphörde importen till Sverige nästan helt genom att handelsvägarna spärrades. Kaffe, te och tobak, som var typiska importvaror till Europa, blev det särskilt stor brist på och ransonering infördes. Under den värsta perioden av andra världskriget kunde man i Sverige bara köpa 13 gram kaffe per vecka. Kaffesurrogat kom till allmän användning i hög grad, och en mängd fabriker för surrogattillverkning uppstod.
Färdigtillverkade kaffesurrogat var ofta en blandning av flera olika produkter. Blandningarna gick under namn som ”intubikaffe”, ”homeopatiskt hälsokaffe”, ”mokkatillsättning” och ”enrilo”. Lite bättre blandningar, med en andel äkta kaffe, fanns under namn som ”elfvakaffe” och ”hushållskaffe”. I värsta fall kunde man råka köpa förfalskat surrogat gjort på billig torv.
Under andra världskriget kallades i Sverige kaffesurrogat i folkmun ”kaffesurr”.

## Olika surrogat
- Surrogat på rostad spannmål (vete, råg, etc) gick under namn som Kneippkaffe, Kathreiners Kneipp-maltkaffe, cerealkaffe.
- Roten av växten cikoria var populär och sådant surrogat tillverkades industriellt i Tyskland före de båda krigen. Det kallades kaffetillsättning Ersatzkaffee (m), ariakaffe eller bara cikoria.[3]
- Rostad rot av maskros, lövetand, se maskroskaffe.
- Rostade och malda fikon, fikonkaffe.
- En hel del andra växter: ekollon, dadlar, lupiner, johannesbröd, kikärter (då kallad ”kaffeärt”).[3]
- En fabriksmässigt framställd produkt kallades Doska Franck. Tillhandahölls i form av briketter.
- Jackbean (Ganavalia), Cassia, Parkia

## Bildgalleri

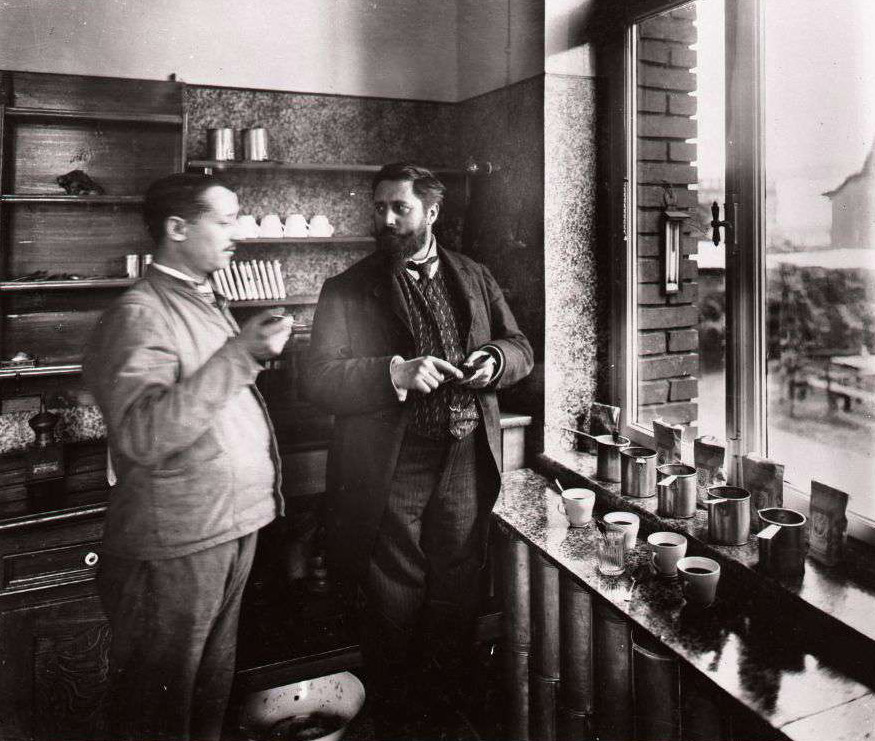
Avsmakning i Kathreiner Malzkaffee-Fabrik, omkring 1900
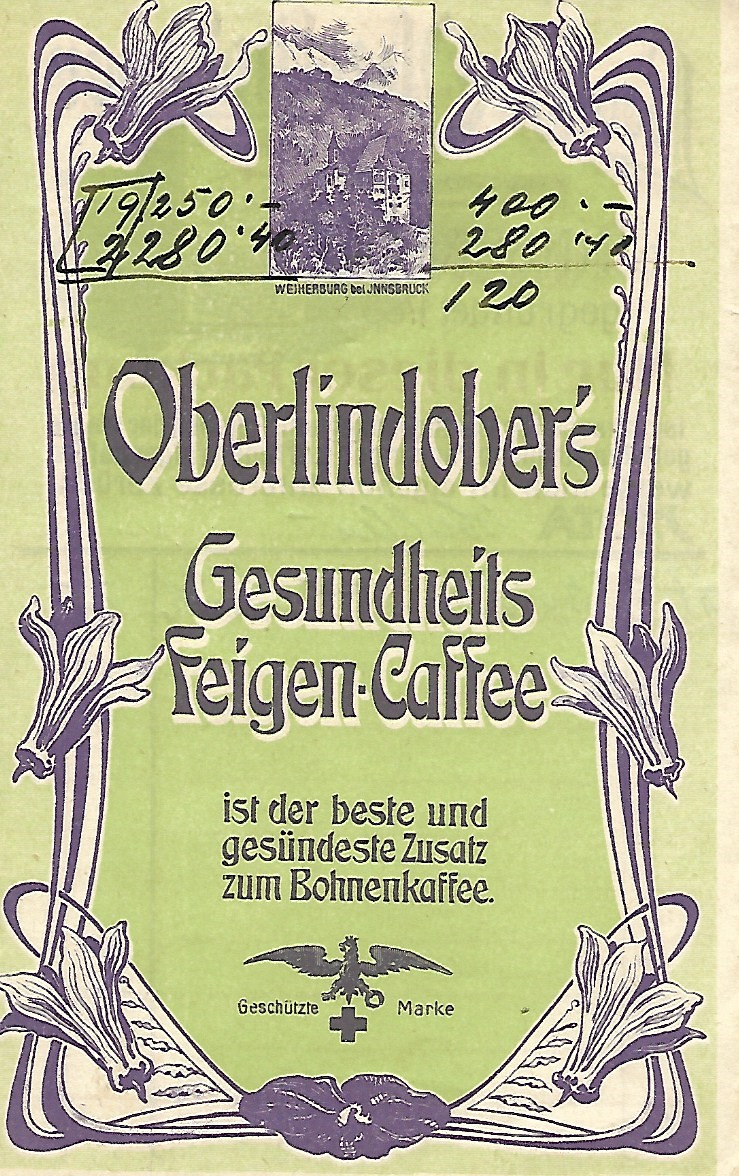
Kaffesurrogatet Feigen-Caffee, annons från sent 1800-tal
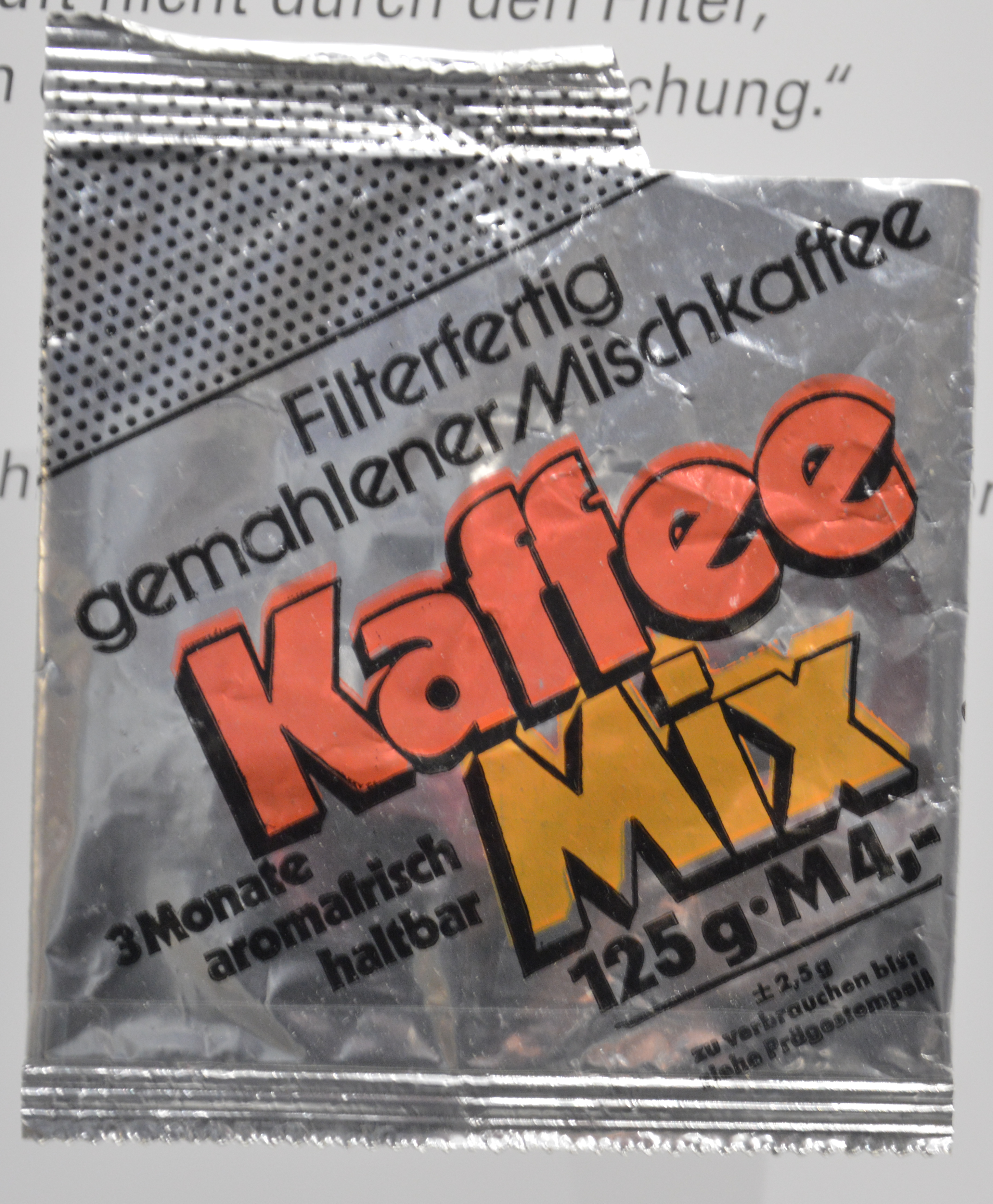
Östtysk kaffeblandning med 49% surrogat, beroende på kaffebrist
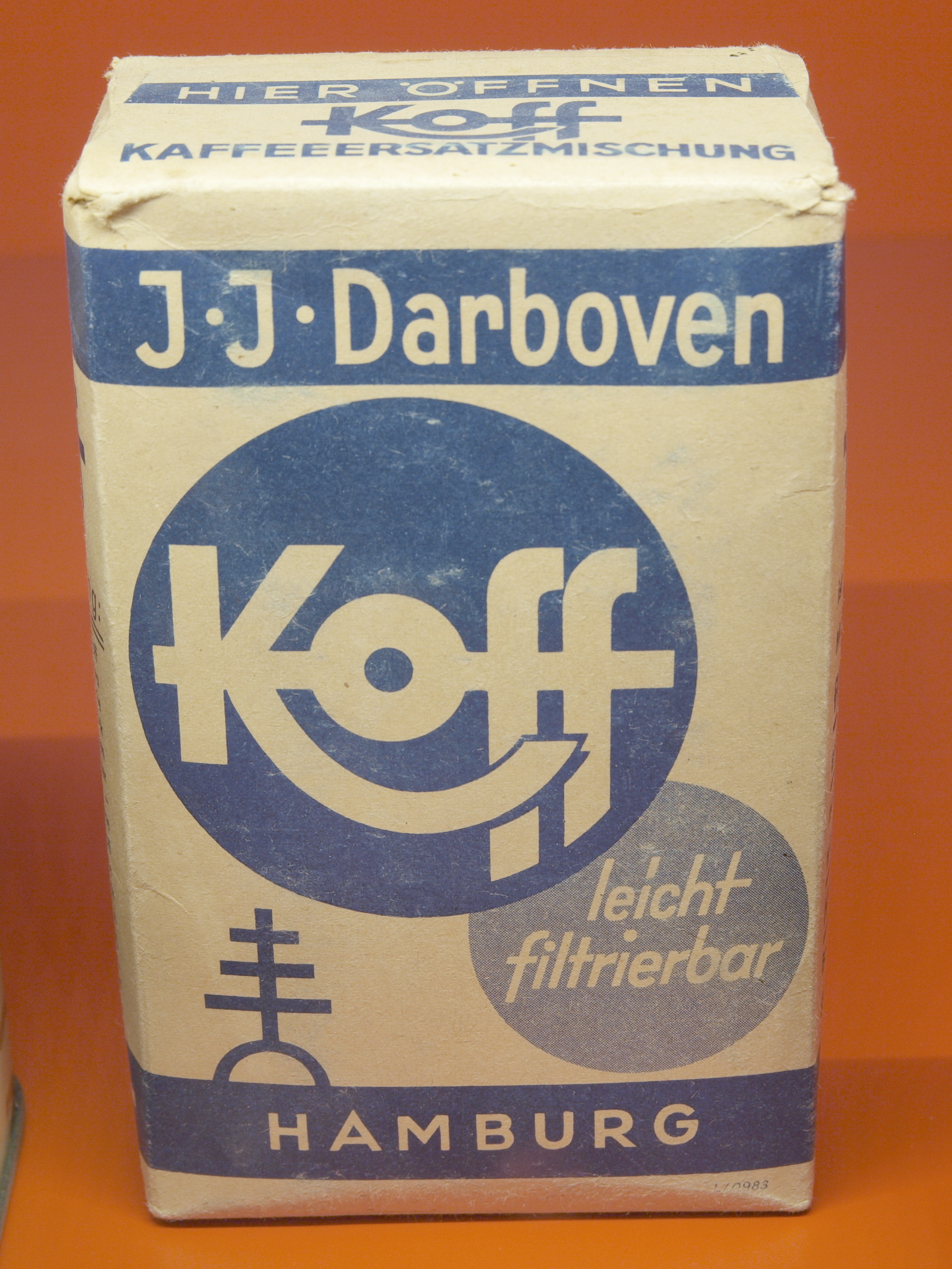
Tyskt kaffesurrogat
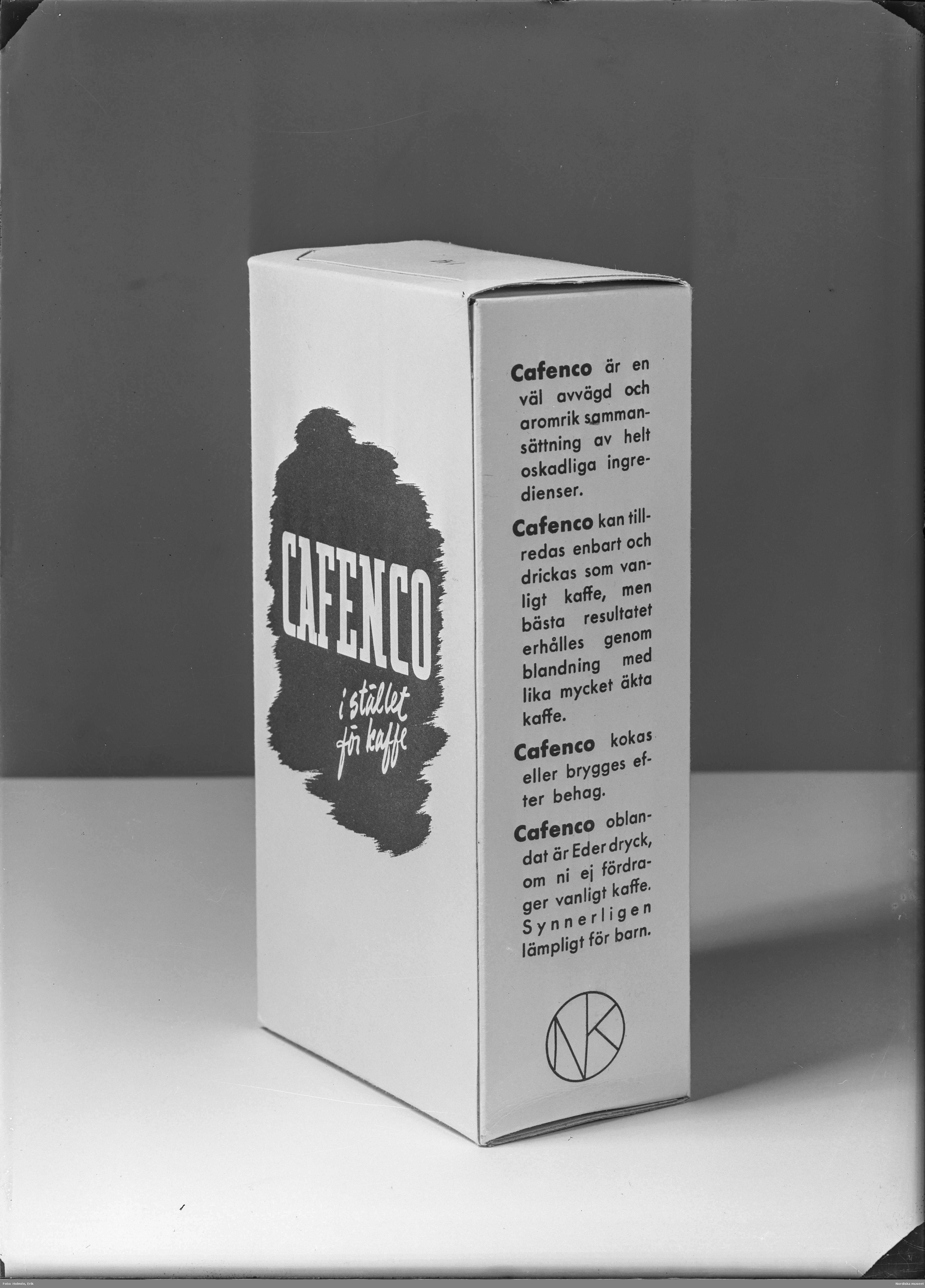
Surrogatkaffe ”Cafenco”. Produktfotografering från NK tidigt 1940-tal.